# SEAT Tarraco
SEAT Tarraco – samochód osobowy typu SUV klasy średniej produkowany pod hiszpańską marką SEAT w latach 2018–2024.

## Historia i opis modelu

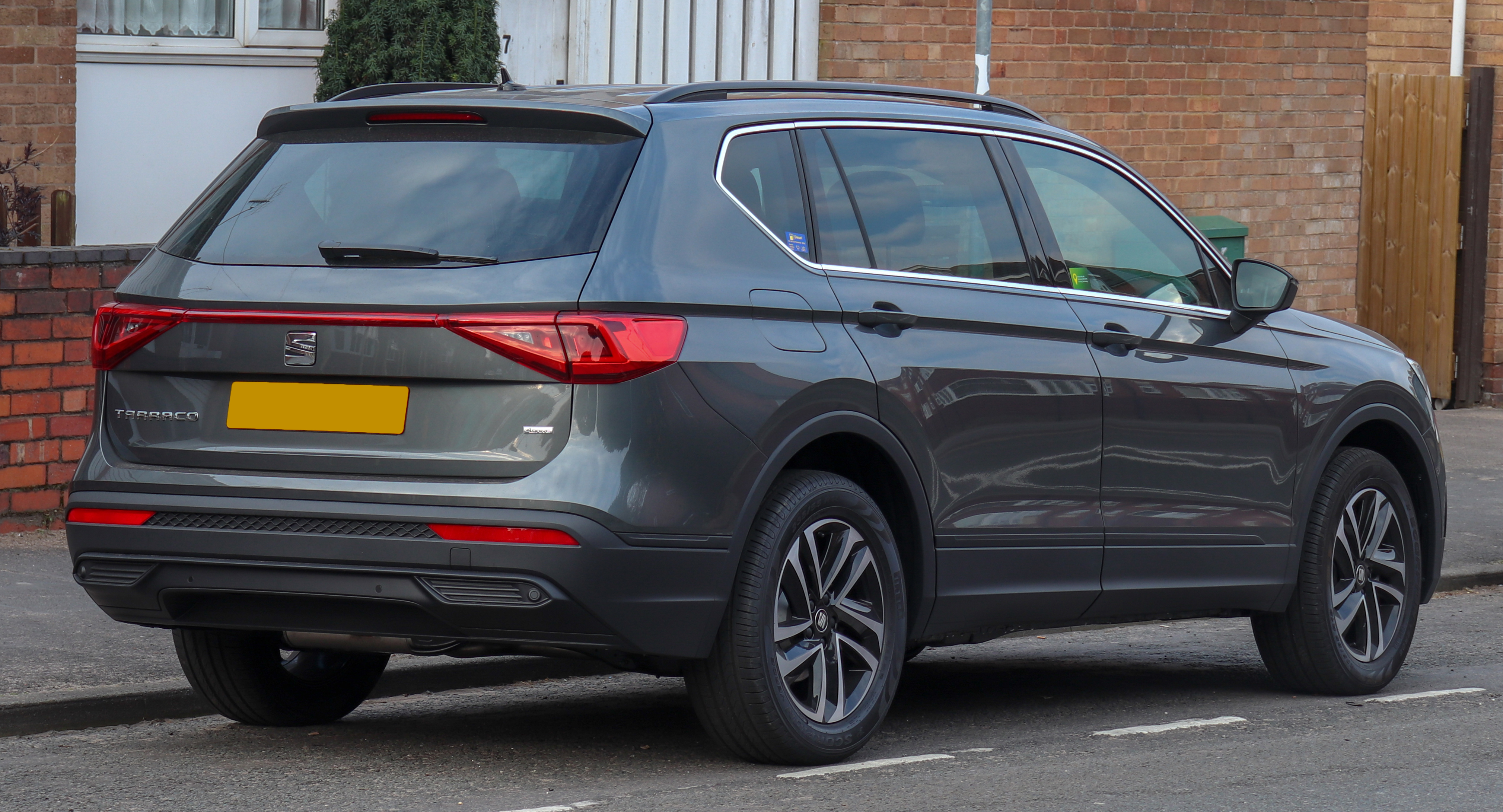
SEAT Tarraco – tył

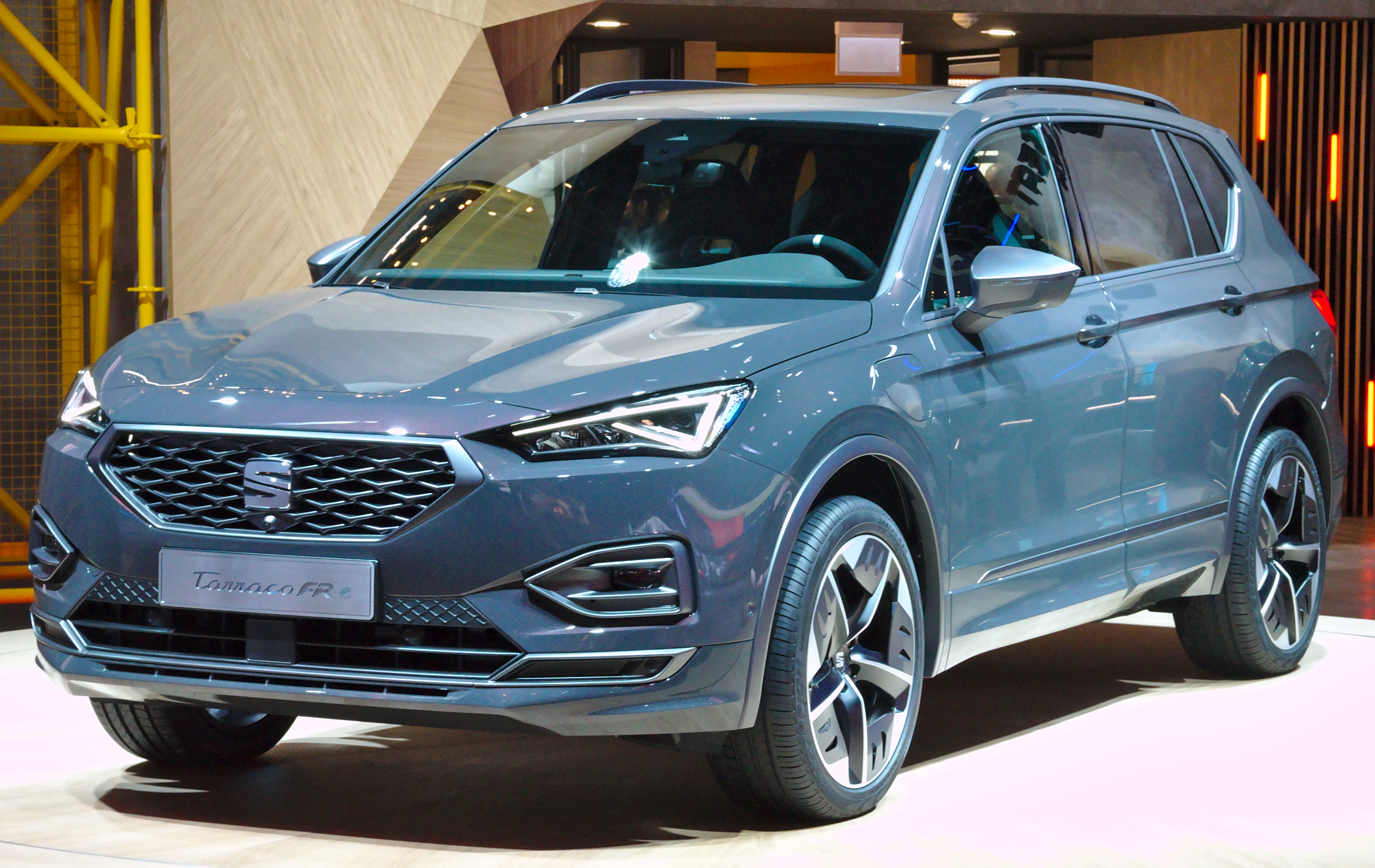
SEAT Tarraco PHEV FR

Tarraco to pierwszy, średniej wielkości SUV hiszpańskiej marki. Samochód jest trzecim i zarazem ostatnim etapem ofensywy modelowej producenta w tej klasie, po kompaktowej Atece i miejskiej Aronie. Nazwa 'Tarraco' została wyłoniona w ramach plebiscytu. Internauci spośród kilku propozycji wybrali emblemat nawiązujący do miasta Tarragona w Hiszpanii.
Tarraco nie jest samochodem stworzonym wizualnie od podstaw. Pomimo reprezentowania nowego kierunku stylistycznego marki, średniej wielkości SUV jest bliźniaczą wersją Volkswagena Tiguana Allspace. Obrazuje to nie tylko kształt nadwozia, ale i np. identyczne drzwi oraz miejsce produkcji. SEAT Tarraco powstaje w niemieckich zakładach Volkswagena.
Produkcja ruszyła w październiku 2018 roku, a pierwsze egzemplarze trafiły do polskich salonów na początku 2019 roku.

### Wersje wyposażenia
- Style
- Xcellence
- FR

### Silniki
| Silnik                | Pojemność skokowa [cm³] | Typ silnika        | Moc maksymalna [KM] przy obr./min | Maks. moment obrotowy [Nm] przy obr./min | Prędkość maks. [km/h] | Przyspieszenie 0-100 km/h [s] | Zużycie paliwa (cykl mieszany) [l/100 KM] | Lata produkcji     |                    |                    |
| Silniki benzynowe:    | Silniki benzynowe:      | Silniki benzynowe: | Silniki benzynowe:                | Silniki benzynowe:                       | Silniki benzynowe:    | Silniki benzynowe:            | Silniki benzynowe:                        | Silniki benzynowe: | Silniki benzynowe: | Silniki benzynowe: |
| --------------------- | ----------------------- | ------------------ | --------------------------------- | ---------------------------------------- | --------------------- | ----------------------------- | ----------------------------------------- | ------------------ | ------------------ | ------------------ |
| 1.5 EcoTSI            | 1498                    | R4                 | 150 (110 kW)                      | 250 przy 1500-3500                       | 201                   | 9,7                           | 6,7-7,6                                   | od 2018            |                    |                    |
| 2.0 TSI 4Drive        | 1984                    | R4                 | 190 (140 kW) przy 4200            | 320 przy 1500-4100                       | 211                   | 8,0                           | 8,0 – 8,6                                 | od 2018            |                    |                    |
| 2.0 TSI 4Drive        | 1984                    | R4                 | 245 (180 kW)                      | 370                                      | 228                   | 6,2                           | 8,5 – 8,8                                 | od 2021            |                    |                    |
| Silniki hybrydowe:    |                         |                    |                                   |                                          |                       |                               |                                           |                    |                    |                    |
| 1.4 E-Hybrid          | 1395                    | R4                 | 245 (180 kW)                      | 400                                      | 205                   | 7,5                           | 1,8 – 2,0                                 | od 2021            |                    |                    |
| Silniki wysokoprężne: |                         |                    |                                   |                                          |                       |                               |                                           |                    |                    |                    |
| 2.0 TDI               | 1968                    | R4                 | 150 (110 kW) przy 3500            | 340 przy 1700-3000                       | 199                   | 10,2                          | 5,4 – 5,8                                 | od 2018            |                    |                    |
| 2.0 TDI 4Drive        | 1968                    | R4                 | 190 (140 kW) przy 3500            | 400 przy 1900-3300                       | 210                   | 8,0                           | 5,6                                       | 2018 – 2020        |                    |                    |
| 2.0 TDI 4Drive        | 1968                    | R4                 | 200 (147 kW) przy 3500            | 400 przy 1750-3250                       | 210                   | 7,8                           | 6,5 – 7,0                                 | od 2020            |                    |                    |